# Charles-Emmanuel Sédillot
Charles-Emmanuel Sédillot (18 de septiembre de 1804-29 de enero de 1883) fue un médico militar y cirujano francés, precursor de la asepsia quirúrgica, profesor de la Facultad de Medicina de la Universidad de Estrasburgo y autor de numerosas publicaciones. Se le atribuye la invención, en 1878, del término “microbio”, consagrado luego por Émile Littré en la edición de 1886 de su Dictionnaire de médecine.

## Biografía
Nació en París el 18 de septiembre de 1804. Fue hijo del astrónomo y orientalista Jean Jacques Emmanuel Sédillot, y hermano mayor del también orientalista e historiador de las ciencias Louis-Pierre-Eugène Sédillot. Se inscribió en la Facultad de medicina de París en 1821, comenzó su carrera hospitalaria en 1822 en el hôpital de la Charité, para pasar al año siguiente al Hôtel-Dieu y, atraído por la medicina militar, ingresó en 1824 como cirujano alumno en el hospital-escuela militar Val-de-Grâce. Se graduó en el hospital de instrucción de Metz en 1826, y en 1829 obtuvo su título de Val-de-Grâce y el doctorado en la Facultad de medicina de París con una tesis sobre el nervio neumogástrico.
Sédillot era cirujano subayudante cuando, en 1830, estalla la insurrección independentista en Polonia. Aprovechando una licencia de tres meses, se enrola como médico voluntario y parte hacia Polonia a comienzos de 1831. Su actuación en el frente de batalla le servirá de valiosa experiencia, aunque le costará una reprimenda de sus superiores y la pérdida de los sueldos de los meses de licencia. En 1832 es nombrado cirujano ayudante mayor en Val-de-Grâce. En 1835 es nombrado por concurso profesor agregado de cirugía en la Facultad de medicina de Paris, y al año siguiente concursa por la cátedra vacante por la muerte de Dupuytren. Como se oponía enérgicamente a la postura de Lisfranc, que era miembro del jurado, sobre las amputaciones transmetatarsianas, era previsible que perdiese. Es enviado a Argelia en 1837, participando en el sitio de Constantina. A su regreso, se alinea con François Maillot en favor del uso de sulfato de quinina para combatir el paludismo.
En 1839 se casó con Gènevieve-Caroline-Jeanne-Marguerite Pelletier (1818-1886), su prima en tercer grado e hija del codescubridor de la quinina, Pierre Joseph Pelletier. En 1841 se convierte en profesor de patología externa y clínica quirúrgica en la Facultad de Medicina de la Universidad de Estrasburgo, cirujano jefe y primer profesor de clínica y de patología quirúrgica del hospital militar de instrucción. Al crearse en 1856 la Escuela Imperial del Servicio Militar de Salud en Estrasburgo, se le encarga dirigirla. En 1860 recibe un ascenso a Médico Inspector, grado equivalente al de general, y director de la Escuela bajo dependencia directa del ministro de Guerra, cargo que conservará hasta su pase a retiro militar en 1868. Conservará aún su puesto de profesor en la Universidad de Estrasburgo hasta el 31 de julio de 1870. Vuelve al servicio militar activo en el hospital de Haguenau durante la guerra franco-prusiana de 1870-71. Como consecuencia de su victoria en la guerra, los prusianos se anexionan Alsacia, lo que lleva a la desparición de la escuela de Estrasburgo. Sédillot rechazó la oferta prusiana de conservar su cátedra univesitaria, y tampoco acepta la oferta de dirigir la facultad de Medicina recientemente creada en Nancy, que lo nombró profesor honorario. Había sido elegido corresponsal de la Académie des sciences el 16 de marzo de 1846 (sección de medicina y cirugía), convirtiéndose en miembro pleno el 24 de junio de 1872. Fue también miembro de la Acádemie national de médecine desde 1857.
Afectado por la sordera y una hemiplejía derecha desde 1879, pasó sus últimos años en casa de uno de sus hijos en Sainte-Menehould (Marne), donde falleció el 29 de enero de 1883.

## Obras
Sédillot publicó más de doscientos trabajos médicos, bajo la forma de libros y artículos. Entre los más destacados se encuentran (en orden cronológico de publicación):
- Manuel complet de médecine légale, considérée dans ses rapports avec la législation actuelle. París: Crochard, 1830.
- Nouvelles considérations sur la plique. París: Crochard, 1832.
- Exposer les avantages et les inconvéniens des amputations dans la continuité et des membres. París: Bailly, 1836.
- Campagne de Constantine de 1837. París: Crochard et Cie, 1838.
- Traité de médecine opératoire : bandages et appareils. París: Crochard, 1839. Hay edición en español, Tratado de medicina operatoria, vendajes y apósitos, trad. de P. F. Monlan, Barcelona: Gaspar, 1840. 2.ª ed. revisada y ampliada, París, 1846; 3.ª ed. ampliada Paris: V. Masson, 1853-1855; 4.ª ed. ampliada, París: J.-B. Baillière, 1865-1866, 5.ª ed., íd., 1870.
- De l'opération de l'empyème. París: Masson, 1841.
- De l'innocuité de la ténotomie. París: J.-B. Bailliére; Londres: H. Baillière, 1843.
- Recherches sur le cancer. Estrasburgo: G. Silbermann, 1846.
- De l'insensibilité produite par le chloroforme et par l'éther et des opérations sans douleur. París: J.-B. Bailliére; Londres: H. Baillière, 1848.
- Quelques considérations sur les tumeurs. Estrasburgo: G. Silbermann, 1849.
- De l'infection purulente, ou, Pyoémie. París: J.-B. Bailliére, 1849.
- De la Section des artères dans l'intervalle de deux ligatures, comme méthode générale de traitement des hémorragies et des anévrismes. Paris: J.-B. Bailliére, 1850.
- Nouvelles considérations sur l'emploi du chloroforme. Estrasburgo: G. Silbermann, 1851.
- Des règles de l'application du chloroforme aux opérations chirurgicales. París: J.-B. Bailliére, 1852.
- De l'Uréthrotomie interne. París: V. Masson, 1858.
- Contributions a la chirurgie, 2 tomos. Paris: J.-B. Bailliére, 1862 (t. 1), 1868 (t. 2)
- De Quelques phénomènes psychologiques produits par le chloroforme, et de leurs conséquences médico-légales et opératoires. Estrasburgo: G. Silbermann, 1864.
- De la Régénération des os. Estrasburgo: G. Silbermann, 1864.
- De l'Ablation des malléoles fracturées dans les luxations du pied, compliquées de l'issue des os de la jambe au travers des téguments. Estrasburgo: G. Silbermann, 1867.
- De l'Évidement des os. París: V. Masson, 1860. Segunda edición, De l'Évidement sous-périosté des os, París: J.-B. Bailliére, 1867.
- Clinique chirurgicale de Strasbourg, ovariotomie, guérison. París: J.-B. Bailliére, 1869.
- Du traitement des fractures des membres par armes à feu. Estrasburgo: Shauenburg, 1871.
- De la réorganisation de la médecine militaire. Discours prononcé à l'académie de médecine dans la séance du 29 Juillet 1873. París: Masson, 1873.
- Du Relèvement de la France, vieilles vérités, union, perfectionnement. París: E. Plon et Cie, 1874.
- De l'application du dynamomètre et du moufle au traitement des luxations. París: Everat, [18..].
- Nouveau procédé d'amputation médio-tarsienne, par le Dr Ch. Sédillot,... mémoire présenté à l'Académie royale de médecine. París: F. Malteste, (s. d.)

## Homenajes póstumos
Una calle y una plaza de París, en el VII arrondissement, y una calle de Estrasburgo, llevan su nombre. También fue el nombre del hospital militar de Nancy desde 1913 hasta su cierre en 1991.